# Vanitas

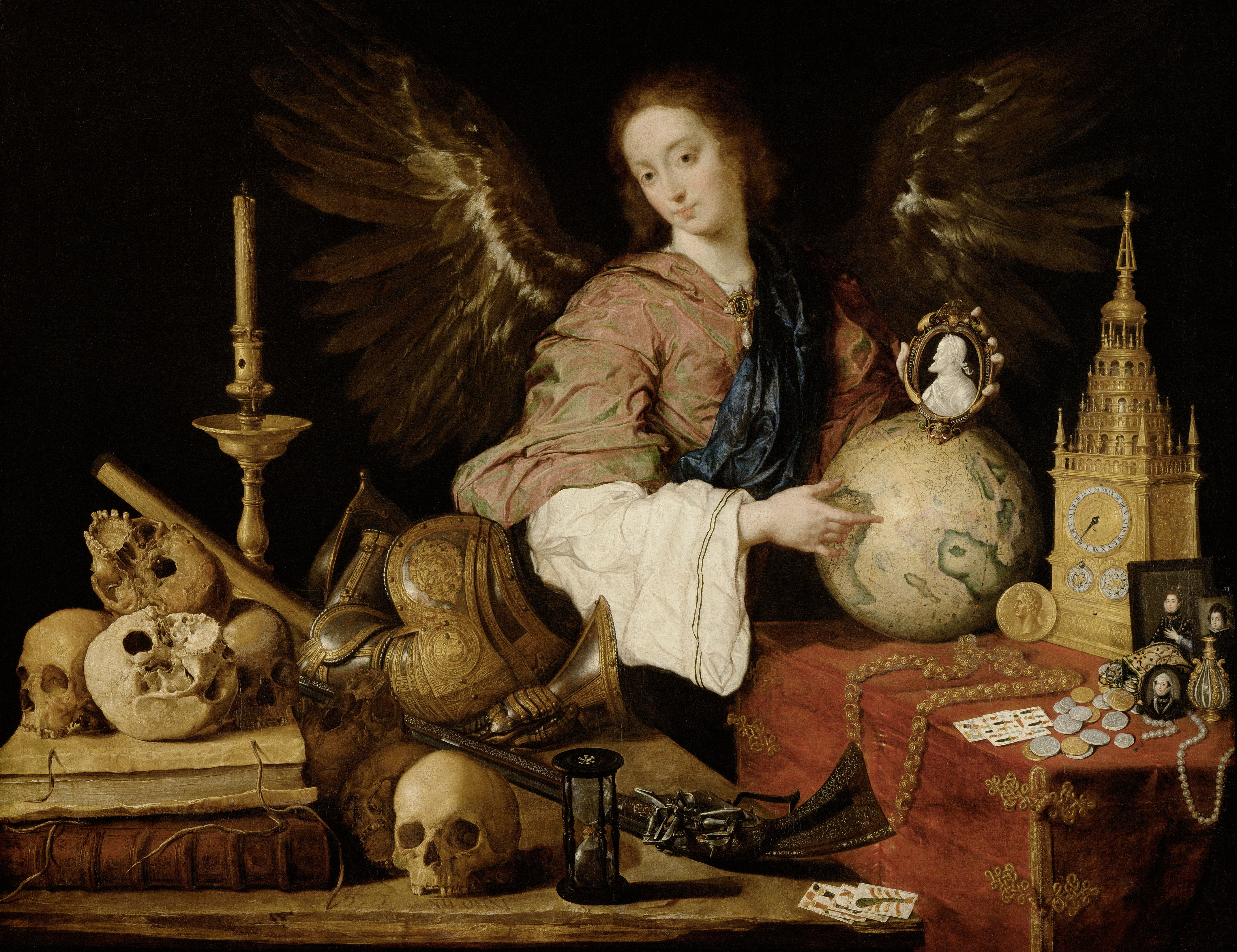
Vanitas, Antonio de Pereda, 1634

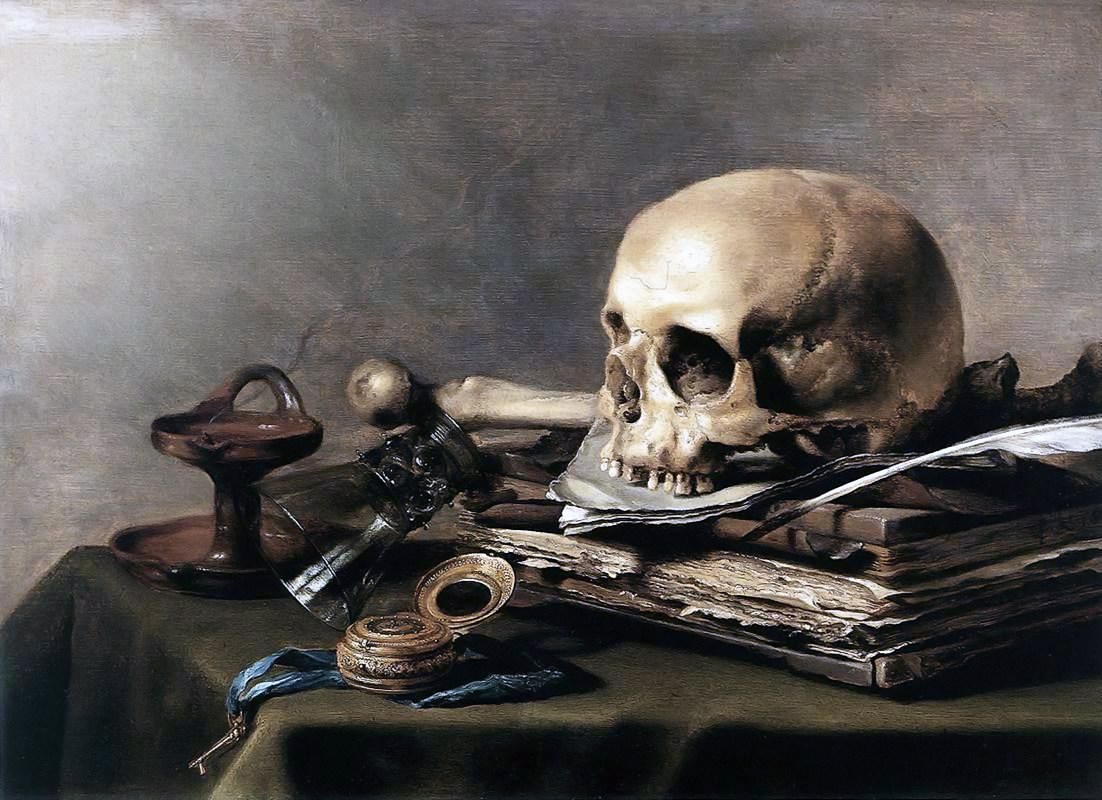
Vanitas, por Pieter Claesz.

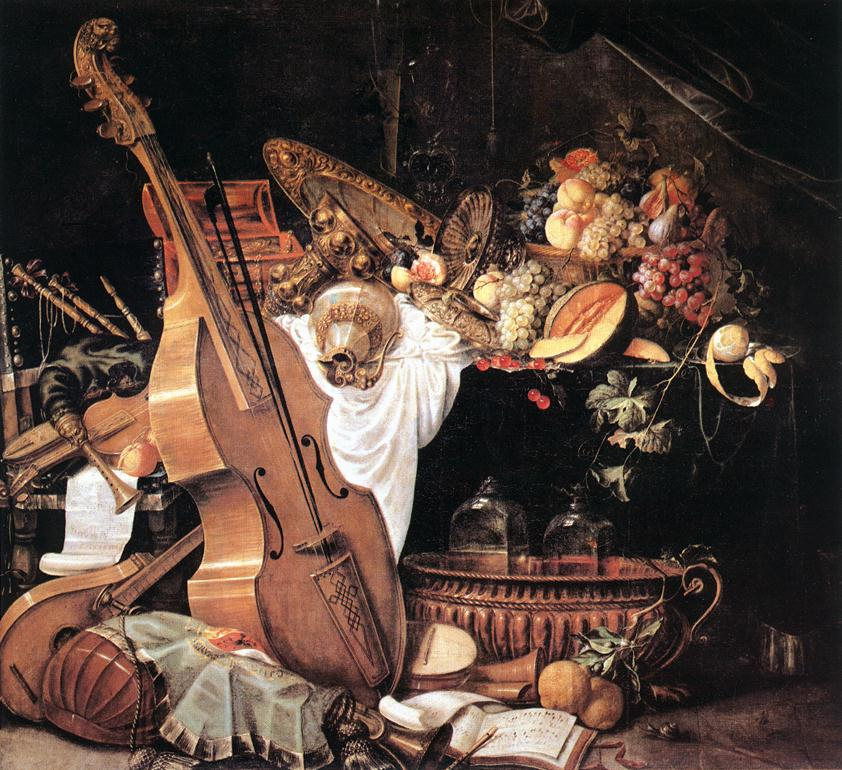
Estilo menos óbvio de vanitas, Johann Friedrich Gruber, 1662-1681.

Vanitas, nas artes, é um tipo de obra de arte simbólica especialmente associada com o gênero de pintura Still-life (Natureza-morta), do norte da Europa e dos Países Baixos, nos séculos XVI e XVII, embora também seja comum em outros lugares e períodos. A palavra em latim significa "vacuidade, futilidade"; na história da Arte é interpretada como "vaidade", e pode ser compreendida como uma alusão à insignificância da vida terrena e à efemeridade da vaidade.
Motivos vanitas foram comuns na arte funerária medieval, com exemplos mais duradouros em esculturas. No século XV os motivos podiam ser mórbidos e explícitos, refletindo uma intensa obsessão pela Morte e pelo apodrecimento, também vista na Ars Moriendi (A arte de morrer), na Danse Macabre (Dança da morte) e no tema superposto do Memento mori (Lembra-te que morrerás). Da Renascença tais motivos tornaram-se gradualmente mais indiretos, e o gênero "Still-life", que se tornou popular, encontrou morada lá. Pinturas feitas no estilo vanitas querem lembrar a efemeridade da vida, da futilidade de agradar, e da certeza da morte. Também forneceram uma justificativa moral para várias pinturas de objetos atrativos.
Símbolos vanitas geralmente incluem caveiras, lembretes da inevitabilidade da morte; frutas apodrecidas, que simbolizam a decadência trazida pelo envelhecimento; bolhas, que simbolizam a brevidade da vida e a subitaneidade da morte; fumaça, relógios e ampulhetas, que simbolizam a brevidade da vida; e instrumentos musicais, que simbolizam a brevidade e a natureza efêmera da vida. Frutas, flores e borboletas podem ser interpretadas da mesma forma, e um limão descascado acompanhado por frutos do mar podem ser, como a vida, atrativos em si quando se olham, mas amargos quando se experimentam. Há um debate entre historiadores sobre o quão sério é o tema vanitas, implicado em still lifes, com imagens de caveiras. Como em gêneros moralísticos de pintura, o aproveitamento evocado pela descrição sensitiva do objeto está de certa forma em conflito com a mensagem moral.

## Usos além da pintura

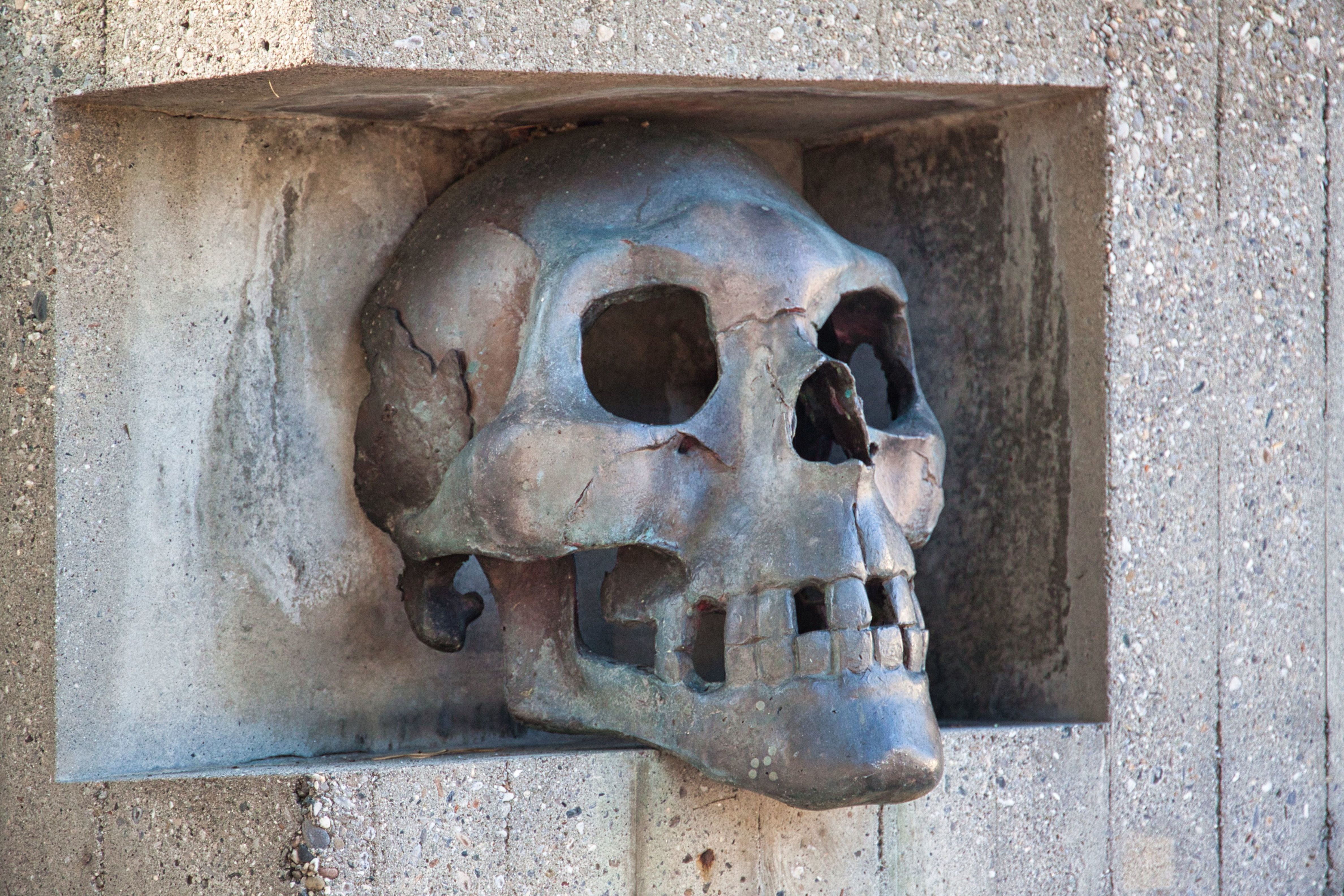
Caveira de Albert Wider, 1973

O motivo da vanitas existe também na escultura e na música. O primeiro movimento em uma das cinco peças em estilo folk do compositor Robert Schumann, para violoncelo e piano, Op. 102, é intitulado "Vanitas vanitatum". Há também um oratório, escrito pelo compositor barroco Giacomo Carissimi (1604(?)-1674), intitulado (em tradução livre) "Futilidade das futilidades". Uma obra intitulada Vanitas também aparece em meio às criações do compositor Salvatore Sciarrino. Portanto, não são incomuns as manifestações no meio musical do movimento vanitas.